# Stefania goini
Espèce
Statut de conservation UICN

 NT  : Quasi menacé
Stefania goini est une espèce d'amphibiens de la famille des Hemiphractidae.

## Répartition
Cette espèce est endémique de l'État d'Amazonas au Venezuela. Elle se rencontre à 1 400 m d'altitude sur le cerro Duida et à 1 700 m d'altitude sur le tepuy Huachamakari.

## Étymologie
Cette espèce est nommée en l'honneur de Coleman Jett Goin.

## Publication originale
- Rivero, 1968 "1966" : Notes on the genus Cryptobatrachus (Amphibia, Salientia) with the description of a new race and four new species of a new genus of hylid frogs. Caribbean Journal of Science, vol. 6, no 3/4, p. 137-149.